# Москабель (завод)
«Москабель» — промышленное предприятие на юго-востоке Москвы в районе Лефортово, которое производит различные виды силовых кабелей (кабель ВВГ, КГ, ВВГнг и другие) и снабжает ими как российский, так и заграничный рынок.

## История
Московский кабельный завод был основан в 1895 году, когда М. М. Подобедов построил первый в Российской империи завод по производству кабеля. Изначально завод носил название «Товарищество для эксплуатации электричества М. М. Подобедов и К», но за время существования он поменял большое число названий и организационно-правовых форм.
В 1933 году завод обрёл своё нынешнее название — «Москабель». Предприятие принимало активное участие в процессах индустриализации и электрификации государства, обеспечивало его своей продукцией в том числе в годы войны. После окончания войны завод занимался проектами по обеспечению строительной, нефтегазовой, транспортной промышленности проводами для высоковольтных линий. Завод стал одним из передовиков в деле создания комплексного механизма управления качеством, и в итоге продукция завода получила почётную оценку — Государственный знак качества СССР.
В марте 2011 года Закрытое акционерное общество «Завод Москабель» было реорганизовано в общество с ограниченной ответственностью.

## Современная деятельность
ООО «Завод Москабель» выпускает множество видов силовых кабелей с изоляцией из пропитанной бумаги и пластмассы, включая бронированного типа и самонесущие изолированные провода СИП. В основном завод производит кабели среднего класса, рассчитанные на напряжение до 10 кВ, ООО «Завод Москабель» в течение многих лет снабжает своей продукцией компании ЕЭС России, метрополитен, предприятия строительной промышленности как в России, так и в СНГ.
Продукция завода имеет необходимые сертификаты, на предприятии функционирует система менеджмента качества стандарта ГОСТ Р ИСО 9001-2001, уровень экологической безопасности соответствует нормам ГОСТ Р ИСО 14001-98. Завод владеет большим числом сертификатов на производство собственной продукции, в частности сертификат Министерства обороны России.